# Rynholecký tunel
Rynholecký tunel je železniční tunel na katastrálním území Rynholec na úseku železniční trati Praha – Lužná u Rakovníka – Chomutov/Rakovník mezi stanicemi Rynholec a Nové Strašecí v km 44,959–45,435.

## Historie
Trať byla postavena společností Buštěhradská dráha. Z Kladna směrem na Chomutov a Rakovník byla budována v letech 1869 až 1871, dne 4. února 1871 byl zahájen provoz na úseku Lány–Chomutov, dlouhém 83,8 kilometrů. Zestátněna byla roku 1923. 
Tunel byl opravován v letech 1928, 1934, 1947, 1948 a na začátku sedmdesátých let 20. století. Od sedmdesátých let se jeho stav zhoršuje. Je navrženo opuštění tunelu a výstavba nového, asi jeden kilometr dlouhého úseku jižně od tunelu po území někdejšího lupkového lomu Českých lupkových závodů v období 2022–2023. Na novém úseku bude rychlost zvýšena na 85 až 90 km/h. Po otevření přeložky by měl být tunel demolován a podloží (lupek) pod ním odtěženo.

## Popis
Jednokolejný tunel byl postaven v přímém směru pro železniční trať Praha – Lužná u Rakovníka – Chomutov/Rakovník mezi zastávkami Rynholec a Nové Strašecí v roce 1870. Byl postaven v masívu jílové opuky a vyzděn. Na začátku sedmdesátých let 20. století byl tunel v havarijním stavu. Ostění bylo kompletně podskruženo a od té doby byla jen pravidelně obměňována výdřeva podskružení. Tunel nemá hydroizolaci. Voda protéká narušeným zdivem a v zimě bývá tunel zaledněn. Portály mají zvětralé zdivo, místy narušené a uvolněné. Od roku 2000 z bezpečnostních důvodů je zavedena omezená rychlost 30 km/h.
Tunel leží v nadmořské výšce 445 m a je dlouhý 476 m.